# 1859
1859 (MDCCCLIX) je bilo navadno leto, ki se je po gregorijanskem koledarju začelo na soboto, po 12 dni počasnejšem julijanskem koledarju pa na četrtek.

## Dogodki
- 24. junij - bitka pri Solferinu, Sardinijsko kraljestvo in vojska Napoleona III. premagata Franca Jožefa I.  v severni Italiji.
- 4. avgust - avstrijsko-sardinjske vojne, bitka pri Magenti - Francozi in sardinjci premagajo avstrijce.
- 24. november - Charles Darwin izda svoje delo O izvoru vrst.
- Anton Martin Slomšek prestavi sedež Lavantinske škofije iz Št. Andraža v Maribor.

## Rojstva
- 6. januar - Samuel Alexander, avstralski filozof († 1938)
- 27. januar - Viljem II. Nemški, pruski kralj in nemški cesar († 1941)
- 3. februar - Hugo Junkers, nemški letalski konstruktor († 1935)
- 12. februar - Émile Meyerson, poljski kemik in filozof (* 1933)
- 19. februar - Svante August Arrhenius, švedski fizik, kemik, nobelovec 1903 († 1927)
- 26. marec - Adolf Hurwitz, nemški matematik († 1919)
- 8. april - Edmund Husserl, nemški filozof († 1938)
- 15. maj - Pierre Curie, francoski fizik, nobelovec 1903 († 1906)
- 22. maj - sir Arthur Conan Doyle, škotski pisatelj (†1930)
- 2. junij - Christian von Ehrenfels, avstrijski filozof in psiholog († 1932)
- 11. julij - Risto Savin, slovenski skladatelj, častnik († 1948)
- 18. oktober - Henri Bergson, francoski filozof, nobelovec 1927 († 1941)
- 20. oktober - John Dewey, ameriški filozof, psiholog in pedagog († 1952)
- 22. december - Otto Ludwig Hölder, nemški matematik († 1937)

## Smrti
- 29. januar - William Cranch Bond, ameriški astronom (* 1789)
- 16. april - Alexis de Tocqueville, francoski filozof, politolog, zgodovinar (* 1805)
- 5. maj - Johann Peter Gustav Lejeune Dirichlet, nemški matematik (* 1805)
- 6. maj - Alexander von Humboldt, nemški naravoslovec, raziskovalec, geograf (* 1769)
- 11. junij - Klemens von Metternich, avstrijski diplomat (*1773)
- 23. junij - Marija Pavlovna, velika vojvodinja Rusije
- 8. julij - Oskar I., kralj švedske in norveške (*1799)
- 4. avgust - Janez Marija Vianney, francoski župnik in rimskokatoliški svetnik (*1786)
- 15. september - Isambard Kingdom Brunel, britanski inženir (*1806)
- 17. november - Eugène Soubeiran, francoski znanstvenik (*1797)
- 1. december - John Austin, angleški pravnik in filozof prava (* 1790)
- 16. december - Wilhelm Carl Grimm, nemški jezikoslovec (* 1786)